# La Vie en Doll
『La Vie en Doll』（ラヴィアンドール）は、井上淳哉による日本の漫画作品。『ジャンプ改』（集英社）にて、2013年7月号から2014年11月号まで連載された。その後掲載誌を『ウルトラジャンプ』（集英社）に移し、2015年6月号から2016年9月号まで連載された。

## あらすじ
内気な中学2年生の春野かすみは、海外で行方不明になったという父親から送られてきた指輪と鏡で、もう一人の自分でもある魔法少女「くすみ」が覚醒する。かすみが手にした指輪と鏡は「女王の遺品」と呼ばれる代物であり、回収をもくろむ異国の組織と「女王の遺品」を身につけ魔法を操る聖女子（バージィナ）が、かすみを付け狙う。異国の組織シャンデリアからの襲撃に、かすみはくすみと入れ替わりながらその魔力で対抗することになる。

## 登場人物

### 主要人物
春野かすみ（はるの かすみ）
「なんの取り柄もない」と自認する中学生。家では母からネグレクト、学校では佐渡によるいじめを受けている。父から送られた指輪と鏡で魔法の力を手に入れた。
くすみ
指輪と鏡で引き出されたかすみのもう一つの人格。かすみとは逆に積極的かつ攻撃的。

### シャンデリア
ミラベルグ共和国を本拠地に、聖女子の魔法を使い、世界の裏側で暗躍する組織。ミラベルグ共和国は欧州の歴史ある都市に見える街並みだが、シャンデリアによる支配で貧富の差が激しく、犯罪が多いと描写されている（第4巻）。
サミュエル
ナイトマスター。グランドマスターであるため、聖女子の腕輪を外す資格・能力を持つ。倒されたレベッカに代わり、笑美を聖女子にした。空港での襲撃事件により死亡。
ミカエル
指輪と鏡を取り戻しにきたシャンデリアの一員。友を思うかすみの姿に心を動かされて、彼女を保護することを決めた。
アイザック
ルークマスター。ハンナと共に行動する老人。
ジョエル（Joel）
ビショップマスター。聖女子にはマスターと呼ばれ慕われている。ミカエル以上のハッカーで、空港での襲撃を遠方から監視・隠蔽した。
サイラス
ナイトマスター。
イーノク
ルークマスター。
クィーン
女性のマスター。

#### 聖女子（バージィナ）
シャンデリアに属する部隊。主にマスターの命で動き、魔法の力を象徴する装身具（指輪や鏡のほかネックレス、ティアラ、ブローチなど）を身につけている。銃器や体術も使うが、それぞれ特徴のある魔法の力を攻撃・防御に使ったり、飛行したりできる。8か国語位は話せる。
レベッカ
サミュエルから腕輪をもらい聖女子となった。スラム出身で、実戦の命を最も多く受けているため戦闘経験は豊富。マスターであるサミュエルを慕っている。
笑美（えみ）
かすみの唯一の友達。シャンデリアの手により聖女子となり、戦うことになった。
エリザベータ（Elizabeta）
歴代の聖女子で最強と言われ、強力な電磁波を操る。魔力に自身のカロリーを消費するため、普段は非常に太った姿をしている。
出国しようとするかすみ達をジェレミィと共に空港で襲撃。かすみ、レベッカの二人を相手にしても優勢に戦うが、最後は取り逃がす。
ジェレミィ（Jeremy）
瞬間移動の能力を持ち、離れた場所に出現させた魔法円から攻撃魔法を放ったり、腕だけを出して狙撃したりすることもできる。エリザベータと共に出国しようとしているかすみ達を襲撃するものの、敗退した。
マライア（Mariah）
眼鏡を掛けている。
シャロン（Sharon）
ぬいぐるみ「うさぎさん」を持つ。
リリス
左目に眼帯をしている。
ハンナ
気圧を操る能力を持つ。一見、物腰柔らかな糸目キャラクターのお嬢様であるが、性格は残虐で怒ると表情が一変する。ティアラの所持者。

### その他
佐渡（さど）
かすみのクラスメイト。かわいくておしゃべりだがドSな性格で、かすみを「カスのかすみ」呼ばわりしていじめている。
勇気（ムテキ）
かすみのクラスメイト。スポーツマンで人気者。かすみにとっては憧れの存在。
かすみの母
かすみにネグレクトを受けさせている女性。家事もほとんどせず寝てばかりいる。聖女子の襲撃により負傷している。
ドルチェ（デッカルチェ）
かすみの飼い猫。単行本巻末には「それゆけデッカルチェ」という4コマ漫画が掲載されている。
春野しのぶ
かすみの母。

## 書誌情報
- 井上淳哉 『La Vie en Doll』 集英社〈ヤングジャンプ・コミックス・ウルトラ〉、既刊4巻[2]。第4巻の192ページには「第1部完」と記されている。
  1. 2014年1月14日第1刷発行（1月9日発売[集 1]）、ISBN 978-4-08-879748-9
    - La Vie en Doll 1.5巻（ウルトラジャンプ2015年6月号特別付録）

  2. 2015年9月23日第1刷発行（9月18日発売[集 2]）、ISBN 978-4-08-890301-9[3]
  3. 2016年4月24日第1刷発行（4月19日発売[集 3]）、ISBN 978-4-08-890379-8
  4. 2016年11月23日第1刷発行（11月18日発売[4]）、ISBN 978-4-08-890547-1